# 真実一路 (小説)
『真実一路』（しんじついちろ）は、1935年から1936年にかけて『主婦之友』誌上に連載された山本有三による小説。たびたび映画化・テレビドラマ化されている。

## 映画

### 1937年版
1937年公開。日活配給。2部構成の作品で、前編は6月3日に『真実一路 父の巻』と、後編は6月10日に『真実一路 母の巻』と題して公開された。

#### キャスト
- 守川恭平：小杉勇
- 守川志津子：花柳小菊
- 守川義夫：片山明彦
- 守川睦子：瀧花久子
- 素香：島耕二
- 隅田恭輔：津村博
- 矢津先生：井染四郎
- 須貝の母：戸田春子
- 大越：笠原恒彦
- 教育家：山本嘉一

#### スタッフ
- 監督：田坂具隆
- 脚色：荒牧芳郎
- 撮影：伊佐山三郎

### 1954年版
1954年3月24日公開。松竹配給。

#### キャスト
- 守川義平：山村聡
- 守川むつ子：淡島千景
- 守川しず子：桂木洋子
- 守川義夫：水村国臣
- 隅田恭輔：須賀不二男
- 河村うめ：毛利菊枝
- 河村弥八：市川小太夫
- 河村とく：水木涼子
- 河村素香：多々良純
- 大越護：三島耕
- 矢津先生：佐田啓二
- 富田先生：高友子
- 角井君：細谷一郎
- 福見君：若宮崇令
- 吉川夫人：吉川満子
- 下宿の女中：草香田鶴子
- 女給：渡規子

#### スタッフ
- 監督：川島雄三
- 製作：小倉武志
- 脚色：椎名利夫
- 撮影：高村倉太郎
- 音楽：黛敏郎
- 美術：浜田辰雄
- 録音・照明：大村三郎

## テレビドラマ

### 1956年版
1956年12月4日から1957年2月26日まで日本テレビの『山一名作劇場』枠で放送。山一證券の一社提供。放送時間は毎週火曜 20:00 - 20:30 （日本標準時、以下同）。

#### キャスト
- 藤乃高子
- 高田稔
- 武石征雄

#### スタッフ
- 演出：秋田英雄
- 脚本：八木隆一郎

### 1961年版
1961年8月5日にNHKの『NHK劇場』枠で放送。全1話。放送時間は土曜 20:00 - 21:00。

#### キャスト
- 佐分利信
- 伊藤弘子
- 松原祥喜
- 荒木道子
- 松村達雄
- 西本裕行
- 中原弘二

#### スタッフ
- 作：山本有三
- 脚色：竹内勇太郎
- 音楽：木下忠司
- 演出：中山三雄

### 1963年版
1963年8月8日から同年8月29日まで日本テレビの『キャロン女の劇場』枠で放送。片倉工業と片倉ハドソンのグループ単独提供。全4話。放送時間は毎週木曜 22:15 - 22:45。

#### キャスト
- 河野秋武
- 山田五十鈴
- 野口ふみえ
- 古部利夫

#### スタッフ
- 演出：野末和夫
- 脚本：勝目貴久

### 1971年版
1971年11月1日から同年12月31日までTBSの『花王 愛の劇場』枠で放送。

#### キャスト
- 大沢むつ子:林美智子
- 新克利
- 義平:織本順吉
- 岸田森
- 杉田:町田恭彦

#### スタッフ
- 演出：鈴木英夫
- 脚本：中井多津夫
- 制作：C.A.L

### 1979年版
1979年2月26日から同年6月8日まで中部日本放送の『連続ドラマ』枠で放送。全80話。

#### キャスト
- 朝丘雪路
- 佐久間良
- 仲谷昇
- 川地民夫

### 1985年版
『赤い秘密』と改題された上で、1985年7月27日から同年9月28日までTBS系列で放送。東映とTBSの共同製作。全10話。放送時間は毎週土曜 21:00 - 21:54。

#### キャスト
- しず子：渡辺典子
- むつ子：加賀まりこ
- 義夫：嶋英二
- 国広富之
- 三田村邦彦
- 高田純次
- 隅田：森本レオ
- 義平：中条静夫
- 三浦リカ
- 美加理

### 1993年版
1993年9月20日から同年9月27日までテレビ東京の『日本名作ドラマ』枠で放送。C.A.Lとテレビ東京の共同製作。全2話。松竹ホームビデオ・日本名作ドラマとしてVHS化されている。

#### キャスト
- しず子：清水美砂
- 日下武史
- 小川真由美
- 小松政夫
- 横山道代
- 重久剛一
- 田島基吉
- 永妻晃
- 芦川誠
- 立原ちえみ

#### スタッフ
- 監督：市川崑
- 脚本：大藪郁子、市川崑
- プロデューサー：佐々木彰
- 制作：C.A.L、テレビ東京

### 2003年版
2003年9月29日から同年12月26日まで東海テレビの昼ドラマ枠で放送。泉放送制作と東海テレビの共同製作。全63話。

#### キャスト
- 林田（守川）むつ子：高岡早紀
- 丸山圭吾：加勢大周
- 守川義平：大浦龍宇一
- 林田孝一郎：八木橋修
- 林田宗次郎：鈴木浩介、落合扶樹（少年期）
- 林田省造：横内正
- トキ：片岡富枝
- 守川しず子：須藤温子、原田舞美（少女期）
- 守川義夫：岡田慶太、立石航大
- 松崎（井上）千代：中村久美
- 松崎：佐藤二朗
- 隅田恭輔：涼平
- 林田敏子：前田真里
- 「ミモザ」のママ：阪上和子
- 中本：野口優樹
- ユキ：中丸シオン
- 絵理：小林美佳
- 木村正人：加藤厚生
- 木村の母：島ひろ子
- 熊谷：渡辺哲
- 大越護：木村剛
- 丸山芳乃：八木昌子
- 久保田：岡部務
- 医者：田口主将
- 飲み屋主人：豊田博臣（旧芸名・加藤弘樹）
- 支店長・小倉：沼崎悠
- 将校：金森規郎
- 男：成田浬
- 渡辺：かなやす慶行
- 小宮孝泰
- ナレーション：沢田敏子

#### スタッフ
- 企画：鶴啓二郎（東海テレビ）
- 脚本：小森名津、田部俊行
- 演出：佐藤健光、小池唯一（泉放送制作）、金子与志一（泉放送制作）
- 演出補：茂山佳則
- 演出助手：茂山佳則、寺地雄一郎、山本大輔、折戸睦央
- アクションコーディネーター：渡邉昌宏
- 記録：杉谷小百合
- 制作主任：尾崎友康
- 制作進行：玉村伸一郎
- プロデューサー：平野一夫（泉放送制作）、福田誠（泉放送制作）、小松貴生（泉放送制作）、高村幹（東海テレビ）
- プロデューサー補：吉田邦彦
- 広報：植木圭一（東海テレビ）、山本聡美（東海テレビ）
- スチル：藤平清史
- 音楽：福島祐子
- 音楽制作：細井虎雄（オフィスニューマン）
- ピアノ指導：濱口典子
- MA：山本英樹、谷貝美紀
- 選曲・効果：田中稔
- 美術プロデューサー：津留啓亮
- デザイン：吉見邦弘
- 美術進行：鶴屋美佳
- 大道具：和田幸政、宮本昌和
- 装飾：酒井善弘、加川功、乾川太志、渡辺康則
- 持道具：岡村英輔、志田尚二
- 衣裳：市川竜史、鳥井由里子、横田尊正、馬場恭子
- 持道具：岡村英輔、志田尚二
- ヘアーメイク：石川亜矢、知久文子、小宮たまき
- アクリル装飾：青木順一
- 植木装飾：森慶申
- フードコーディネーター：植田淳子
- 絵画協力：清水亮
- 協力：フジアール
- 撮影技術：山口崇、白田龍夫、有田寛、高村実、青木泰弘、田代浩、横田浩章
- 技術プロデューサー：広田球三
- 技術：笹村彰
- CA：上山隆司、宮崎康仁、砂田大樹、伊堀努、桑澤孝博、斉田良平
- 照明：窪田秀樹、高瀬隆治、荒川光代、福田実江子、北浦彩、小野慎也
- 音声：鎌田友道、友枝裕治、石川豊、福地弘恭、山上一寛
- VE：渡邊由香
- VTR：渡辺学
- 編集：朝原正志、宮崎清春、清水正彦、小西出貴央、宮下蔵、岡崎知美
- オンライン編集：小林永喜、大西勝
- 技術デスク：大森清二
- 編集デスク：小山毅
- 協力：ジャパンヴィステック、有明スタジオ
- 制作：泉放送制作、東海テレビ放送

#### 主題歌
「星影の小径」
歌：根津歩（レーベル：テイチクエンタテインメント）

### 映画関連
- 真実一路 父の巻 | 映画 | 日活
- 真実一路 母の巻 | 映画 | 日活
- 真実一路 - MOVIE WALKER PRESS：1954年版のデータを記載。

### テレビドラマ関連
- 真実一路 - テレビドラマデータベース：1956年版のデータを記載。
- 真実一路 - テレビドラマデータベース：1963年版のデータを記載。
- 真実一路 - テレビドラマデータベース：1971年版のデータを記載。
- 真実一路 - テレビドラマデータベース：1979年版のデータを記載。
- 赤い秘密 - テレビドラマデータベース
- 真実一路 - テレビドラマデータベース：1993年版のデータを記載。
- 真実一路 - テレビドラマデータベース：2003年版のデータを記載。
- 真実一路 - 東海テレビ公式サイト：2003年版のデータを記載。

| 日本テレビ 山一名作劇場                  | 日本テレビ 山一名作劇場             | 日本テレビ 山一名作劇場                               |
| 前番組                                   | 番組名                              | 次番組                                                |
| ---------------------------------------- | ----------------------------------- | ----------------------------------------------------- |
| 王将 （1956.9 - 1956.11） ※19:30 - 20:00 | 真実一路 （1956.12.4 - 1957.2.26）  | 本日休診 （1957.3.5 - 1957.3.26）                     |
| 日本テレビ 火曜 20:00 - 20:30            |                                     |                                                       |
| トクホンテレビ寄席 【火曜19:30枠へ移動】 | 真実一路 （1956.12.4 - 1957.2.26）  | 本日休診 （1957.3.5 - 1957.3.26）                     |
| 日本テレビ キャロン女の劇場              |                                     |                                                       |
| -                                        | 真実一路 （1963.8.8 - 1963.8.29）   | 浮雲                                                  |
| 日本テレビ 木曜 22:15 - 22:45            |                                     |                                                       |
| ゼロ・ワン                               | 真実一路 （1963.8.8 - 1963.8.29）   | 浮雲                                                  |
| TBS 花王 愛の劇場                        |                                     |                                                       |
| 人妻椿 （1971.8.30 - 1971.10.29）        | 真実一路 （1971.11.1 - 1971.12.31） | 北信濃絶唱 （1972.1.4 - 1972.3.3）                    |
| 中部日本放送 連続ドラマ                  |                                     |                                                       |
| 霧子この愛 （1978.11.6 - 1979.2.23）     | 真実一路 （1979.2.26 - 1979.6.8）   | 噂の女 （1979.6.11 - 1979.9.21）                      |
| TBS 土曜9時枠の連続ドラマ                |                                     |                                                       |
| スーパーポリス （1985.4.13 - 1985.7.20） | 赤い秘密 （1985.7.27 - 1985.9.28）  | ポニーテールはふり向かない （1985.10.20 - 1986.3.29） |
| テレビ東京 日本名作ドラマ                |                                     |                                                       |
| 野菊の墓 （1993.9.6 - 9.13）             | 真実一路 （1993.9.20 - 9.27）       | にごりえ （1993.10.25）                               |
| 東海テレビ 昼ドラマ                      |                                     |                                                       |
| 貫太ですッ! （2003.6.30 - 2003.9.26）    | 真実一路 （2003.9.29 - 2003.12.26） | 牡丹と薔薇 （2004.1.5 - 2004.3.26）                   |

| スタブアイコン | サブスタブ | この項目は、まだ閲覧者の調べものの参照としては役立たない、文学に関連した書きかけの項目です。この項目を加筆・訂正などしてくださる協力者を求めています（P:文学、PJ:ライトノベル）。項目が小説家・作家の場合には{Writer-substub}を、文学作品以外の本・雑誌の場合には{Book-substub}を貼り付けてください。 |